# Pazuzu (El exorcista)
Pazuzu es un personaje mitológico y el principal antagonista de la novela El Exorcista, de William Peter Blatty. Blatty indica que Pazuzu es originario de Asiria y Babilonia, en donde Pazuzu era considerado el rey de los demonios del viento y el hijo del dios Hanbi. En El Exorcista Pazuzu posee a Regan MacNeil personaje principal de la novela. La revista Wizard incluyó en 2006 a Pazuzu en su lista de los mejores villanos de todos los tiempos, ubicándose en el número 2. El American Film Institute incluyó a Regan MacNeil (la poseída) en su lista 100 villanos del cine, situándola en el puesto número 9.

## Historia
En El Exorcista, la niña Regan MacNeil de 12 años, describe jugar a la Ouija con un desconocido al que ella llama "Capitán Howdy". Tras los extraños comportamientos de Regan y su terrible transformación, Chris MacNeil la madre de Regan, llama a los sacerdotes Lankester Merrin y a Damien Karras para liberar a Regan de Pazuzu. Se sugiere que Regan fue poseída mediante la figura de Pazuzu que el padre Merrin encontró en Irak. Merrin y Karras realizan el exorcismo viviendo fatales acciones que Regan lleva a cabo por culpa de Pazuzu. En su lucha por liberar a Regan de este, ambos padres mueren, pero Karras antes logra sacar a Pazuzu de Regan provocándolo para que lo posea a él mismo. Una vez conseguido, se lanza por la ventana, evitando así ser el nuevo vehículo del demonio para llevar a cabo sus fines.
En la siguiente novela de Blatty, Legión, se describe como Pazuzu busca venganza del padre Karras por haberlo expulsado del cuerpo de Regan. Pazuzu posee su cadáver con el nombre de "Géminis". Al final Pazuzu también lo libera luego de considerar que llevó a cabo una venganza.

## Películas
La película El Exorcista desarrolla la misma historia de la novela original. A diferencia de esta, Pazuzu es considerado como el mismo Satanás, por lo cual en la primera parte de la saga no se menciona como Pazuzu, sino como "el demonio", Satanás etc.
En Exorcista II: El Hereje, Pazuzu encuentra a Regan en Washington volviéndola a poseer. Regan entre recuerdos de su pasado y viviencias de su horrible actualidad enfrenta a Pazuzu logrando derrotarlo y expulsarlo de su cuerpo. Pazuzu toma forma de una langosta. A partir de esta segunda parte de la saga, el demonio ya aparece mencionado como Pazuzu.
En El Exorcista III, Pazuzu acude en busca del cadáver del padre Karras logrando poseerlo y debatirlo entre la vida y la muerte. Karras luego de un intenso sufrimiento muere de un disparo en la cabeza, que él mismo pidió para no ser poseído nuevamente por Pazuzu. 
La siguiente película de El exorcista, una precuela, describe los primeros años del padre Lankester Merrin y su afán por combatir a Pazuzu. Estos hechos son obviamente anteriores de todas las películas previas.

## Producción

### Voz de Mercedes McCambridge
La actriz Mercedes McCambridge quién realizó la voz de Pazuzu en la película en 1973, no apareció en los créditos de la película por lo que demandó a la producción, ganando el juicio y siendo agregada en los créditos finales.

### Efectos de Maquillaje
En algunas partes de la película el espectador puede observar rápidamente a Pazuzu parpadeando. En su forma real, se asemeja a una cara pálida, con ojos color rojo y marrón, garras torcidas y dientes podridos. Para llevar a cabo este efecto de maquillaje, antes de maquillar a Linda Blair (intérprete de Regan MacNeil) se utilizaba un suplente que se caracterizará un poco de la idea que tenían para Blair. Además de que a Regan, su maquillaje lo lograron hacer igual al de Pazuzu, y lograron adaptar la cara de ella con la del demonio, lo cual da a la película un carácter más terrorífico y especial.

## Análisis del personaje
Pazuzu es descrito como una figura con cuerpo humano y la cabeza de un león o un águila. Enormes y afiladas garras en cada pata y una serpiente que representa su pene. En las películas nunca se lo muestra como un ser vivo, solamente aparece en forma de estatua y solo interactúa con los otros personajes a través de la persona a la que ha poseído.
- Datos: Q3515125